# 4-Butyloctano-1,4-lacton
4-Butyloctano-1,4-lacton ist eine organische Verbindung aus der Gruppe der Lactone.

## Herstellung
4-Butyloctano-1,4-lacton kann durch Oxidation von 4-Butyloctan-1,4-diol mit Luftsauerstoff gewonnen werden. Als Katalysatorsystem dienen dabei Eisen(III)-nitrat-Nonahydrat, TEMPO und Kaliumchlorid. In einer Synthese ähnlich einer Barbier-Reaktion kann die Verbindung aus Bernsteinsäureanhydrid hergestellt werden. Dazu wird es mit 1,4-Diiodbutan und Samarium(II)-iodid sowie einer katalytischen Menge Nickel(II)-iodid in Toluol umgesetzt.

## Verwendung
4-Butyloctano-1,4-lacton ist in der EU unter der FL-Nummer 10.018 als Aromastoff für Lebensmittel zugelassen.